# Чемпионат России по лыжным гонкам 2011
Чемпионат России по лыжным гонкам 2011 проводился Федерацией лыжных гонок России с 26 января по 10 апреля 2011 года и состоял из четырёх этапов:
- первый этап прошёл с 26 января по 31 января в Рыбинске, ЦЛС «Демино».
- второй этап прошёл с 24 марта по 30 марта в Тюмени, ОЦЗВС «Жемчужина Сибири».
- третий этап состоял из женской гонки на 50 км, которая прошла в Апатитах 9 апреля.
- четвёртый этап состоял из мужской гонки на 70 км, которая прошла в Мончегорске 10 апреля.

## Результаты

### Мужчины
| Дисциплина                                 | Дата      | Золото                                                                                | Серебро                                                                                | Бронза                                                           |
| Спринт свободным стилем                    | 26 января | Станислав Богданов Тюменская область                                                  | Михаил Девятьяров Пермский край                                                        | Игорь Усачёв Самарская область                                   |
| Скиатлон 30 км                             | 27 января | / Пётр Седов Нижегородская область/Республика Мордовия                                | Константин Главатских Удмуртия                                                         | / Сергей Ширяев Московская область/Нижегородская область         |
| 15 км классическим стилем                  | 29 января | Станислав Волженцев Республика Коми                                                   | Александр Бессмертных Кемеровская область                                              | Дмитрий Япаров Удмуртия                                          |
| 50 км свободным стилем масс-старт          | 31 января | / Сергей Ширяев Московская область/Нижегородская область                              | Константин Главатских Удмуртия                                                         | Леонид Виноградов Удмуртия                                       |
| 15 км свободным стилем                     | 24 марта  | Сергей Турышев ХМАО — Югра                                                            | Константин Главатских Удмуртия                                                         | / Сергей Ширяев Московская область/Нижегородская область         |
| Спринт классическим стилем                 | 26 марта  | / Никита Крюков Москва/Республика Саха (Якутия)                                       | Андрей Парфёнов Тюменская область                                                      | Игорь Усачёв Самарская область                                   |
| Скиатлон 30 км                             | 27 марта  | Максим Вылегжанин Удмуртия                                                            | Константин Главатских Удмуртия                                                         | Сергей Турышев ХМАО — Югра                                       |
| Командный спринт 6х1.4 км свободным стилем | 29 марта  | Удмуртия — 3 Александр Уткин Дмитрий Япаров                                           | Удмуртия — 1 Николай Хохряков Константин Главатских                                    | Удмуртия — 2 Леонид Виноградов Максим Вылегжанин                 |
| Эстафета 4х10 км                           | 30 марта  | ХМАО — Югра — 1 Станислав Перляк Владислав Скобелев Александр Кузнецов Сергей Турышев | Удмуртия — 1 Александр Уткин Максим Вылегжанин Леонид Виноградов Константин Главатских | Москва — 1 Егор Сорин Сергей Ширяев Антон Шатагин Алексей Слепов |
| 70 км свободным стилем масс-старт          | 10 апреля | Максим Вылегжанин Удмуртия                                                            | / Рауль Шакирзянов Республика Мордовия/Пермский край                                   | Егор Сорин Московская область                                    |

### Женщины
| Дисциплина                                 | Дата      | Золото                                                                                | Серебро                                                                         | Бронза                                                                                     |
| Спринт свободным стилем                    | 26 января | Валентина Новикова Тюменская область                                                  | Анастасия Доценко Республика Татарстан                                          | Наталья Ильина Московская область                                                          |
| Скиатлон 15 км                             | 27 января | / Юлия Чекалёва Вологодская область/Республика Татарстан                              | Валентина Новикова Тюменская область                                            | Ольга Михайлова Тверская область                                                           |
| 10 км классическим стилем                  | 29 января | Валентина Новикова Тюменская область                                                  | Ольга Щучкина Тюменская область                                                 | Юлия Иванова Республика Коми                                                               |
| 30 км свободным стилем масс-старт          | 31 января | / Юлия Чекалёва Вологодская область/Республика Татарстан                              | Ольга Завьялова Московская область                                              | Наталья Зернова Московская область                                                         |
| 10 км свободным стилем                     | 24 марта  | Валентина Новикова Тюменская область                                                  | Ольга Михайлова Тверская область                                                | Ольга Завьялова Московская область                                                         |
| Спринт классическим стилем                 | 26 марта  | Юлия Иванова Республика Коми                                                          | Виктория Мелина Республика Коми                                                 | Полина Медведева ХМАО — Югра                                                               |
| Скиатлон 15 км                             | 27 марта  | Юлия Иванова Республика Коми                                                          | Ольга Завьялова Московская область                                              | Юлия Тихонова Московская область                                                           |
| Командный спринт 6х1.4 км свободным стилем | 29 марта  | Тюменская область — 1 Валентина Новикова Наталья Коростелёва                          | / Москва/Республика Коми/Ярославская область Виктория Мелина Юлия Иванова       | ХМАО — Югра Ольга Лавренова Полина Медведева                                               |
| Эстафета 4х5 км                            | 30 марта  | Тюменская область Ольга Щучкина Оксана Усатова Валентина Новикова Наталья Коростелёва | Московская область Юлия Тихонова Ольга Завьялова Наталья Ильина Ольга Михайлова | Республика Татарстан Светлана Бочкарёва Алия Иксанова Диляра Сабирзянова Анастасия Доценко |
| 50 км свободным стилем масс-старт          | 9 апреля  | Марина Зятькова Алтайский край                                                        | Виктория Мелина Республика Коми                                                 | Наталья Зятикова Кемеровская область                                                       |